# Провінція (геологія)

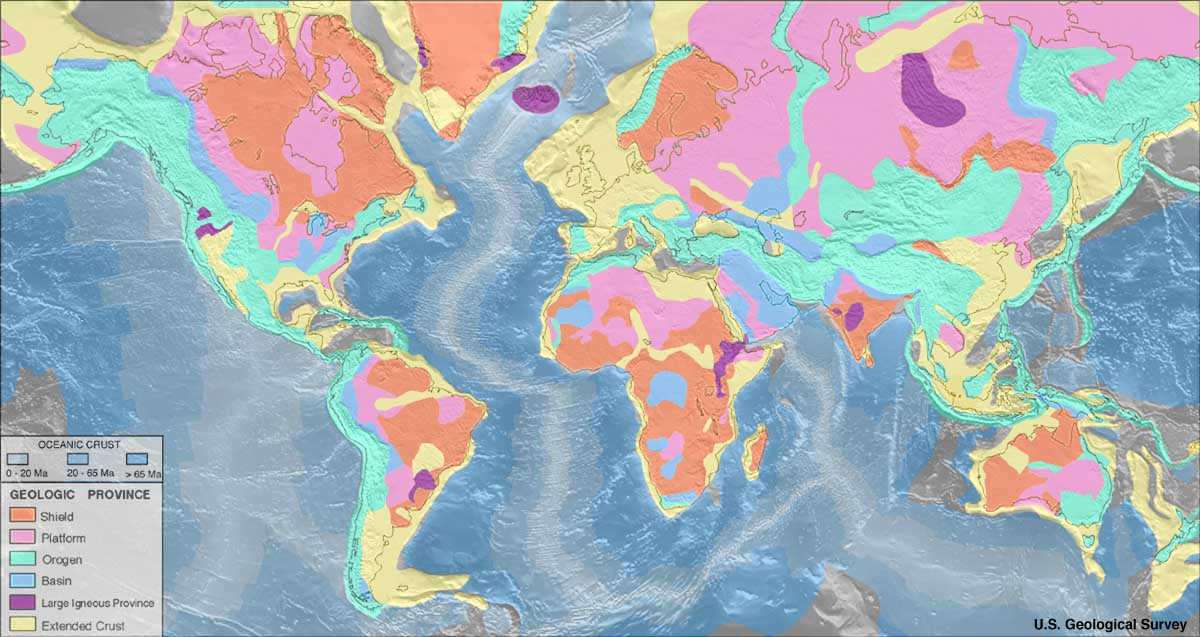
Геологічні провінції світу

Провінція (рос. провинция, англ. province, нім. Provinz f) — Геологічна провінція — це просторове утворення зі спільними геологічними атрибутами. Провінція може включати один домінуючий структурний елемент, такий як басейн або складчастий пояс, або ряд суміжних пов’язаних елементів. Суміжні провінції можуть мати схожу структуру, але вважатися окремими через різну історію. 
- 1) Район розробки родовища, будь-яких корисних копалин. Наприклад, П. вугільна, металогенічна (рудна), нафтоносна.
- 2) Частина природної зони, територія, область, яка характеризується певними ознаками. Одиниця районування.

Фізико-географічна провінція — частина природної зони в складі певної фізико-географічної області; одиниця фізико-географічного районування. Виділяють за морфоструктурними особливостям рельєфу і клімату, в горах — за характером ви-сотної поясності.
Гідрогеохімічна провінція — гідрогеологічна структура, що характеризується єдністю геологічної будови та геохімічної еволюції, які відображені в умовах формування хім. складу підземних вод, їх вертикальній та горизонтальній зональності, а також в наявних типоморфних ендогенних та екзогенних елементах та газах.
Мірагенетична провінція — територія, мінеральні комплекси якої зв'язані спільністю походження.
Мінералогічна провінція — територія, яка характеризується явною перевагою того чи іншого типу мінералізації.
Теригенно-мінералогічна провінція — область осадонакопичення, що характеризується єдиним комплексом уламкових мінералів. Може бути простою, коли формується за рахунок продуктів зносу з однієї області, або складною, коли формується за рахунок зносу з кількох областей.
Вугленосна провінція (рос. провинция угленосная; англ. coal-bearing province; нім. kohlenführende Provinz f) — великі площі з одновіковим процесом осадонакопичення і вуглеутворення у подібних фізико-географічних умовах. До В.п., як правило, входять декілька вугільних басейнів і великих родовищ, які пов'язані між собою спільністю генетичних ознак.
Нафтогазоносна провінція (рос. провинция нефтегазоносная; англ. petroleum-bearing province; нім. erdöl-und-erdgasführende Provinz f) — територія, що зазвичай об'єднує сукупність нафтогазоносних областей, приурочених до одного або групи найбільших геоструктурних елементів (синеклізи, антеклізи, крайового прогину та ін.). У світі виділено близько 80 нафтогазоносних провінцій, чимало з них мають підводне продовження.
Геохімічна провінція — великі геохімічно однорідні області з певною асоціацією елементів, близькі за розмірами до металогенічних, петрографічних, гідрогеологічних та інших провінцій.
Крім того, виділяють гідрогеологічні провінції, провінції мінеральних вод та інші.

## Приклади. Геологічні провінції за походженням
| Провінція            | Дифініція | Субкатегорія                                          | Приклад                                                                     |
| -------------------- | --- | ----------------------------------------------------- | --------------------------------------------------------------------------- |
| Кристалічний щит     | великий (до 1000 км впоперек) виступ фундаменту платформи, що зберігав протягом еволюції більш-менш постійне в плані й по висоті положення й лише епізодично, під час найбільших трансгресій заливався водами мілкого моря. |                                                       | - Нубійсько-Аравійський щит - Український щит                               |
| Геологічна платформа | ділянка земної кори з відносно малою інтенсивністю тектонічних рухів і магматичних проявів | - Карбонатна платформа                                | - Східноєвропейська платформа                                               |
| Ороген               | Лінійне або дугоподібне утворення, де континентальна кора була згорнута, деформована та піднята з утворенням гірських хребтів                                                                                               | - Острівна дуга - Континентальна дуга - Передня дуга  | - Laramide Orogeny - Andean Orogeny                                         |
| Котловина            | Низинна формація товщ гірських порід, утворена тектонічним викривленням раніше горизонтальних товщ | - Cratonic basin - Foredeep basin - Sedimentary basin | - Іллінойський вугільний басейн - Парана (плато)                            |
| Трапова формація     | Накопичення магматичних порід, включаючи рідкі (інтрузивні) або вулканічні породи (екструзивні) |                                                       | - Північноатлантична магматична провінція - Базальтова група річки Колумбія |
| Земна кора           | Континентальна кора потоншилася внаслідок розтягнення | - Passive margin - Рифт                               | - Провінція долин і хребтів - Північна Кордильєрська вулканічна провінція   |